# 杨沂丰
杨沂丰（850年代—941年），同州人，闽国官员，闽景宗时司徒兼门下侍郎、同平章事。《新五代史》作杨沂。
杨沂丰是唐朝末年宰相杨涉的从弟，唐末大乱，他依附王审知，和徐寅、王淡依附幕府，以风雅唱和。王继业为汀州刺史，杨沂丰为士曹参军。闽景宗永隆年间，杨沂丰为司徒兼门下侍郎、同平章事。王继业为泉州刺史。永隆三年（941年），景宗因为王继业与王延政暗中相交，将他赐死，有人告发杨沂丰参预其谋，杨沂丰侍宴时，闽景宗令左右将他拿下，下狱中，次日斩杀于市，族灭其家。杨沂丰时年八十余岁，闽国人很哀痛他。